# Димитриос Ценкос
Димитриос (Мицос) Ценкос, още Ценгос или Ценкас (на гръцки: Δημήτριος (Μήτσος) Τσέγκος, Τσέγγος, Τσέγκας), е гръцки революционер, капитан на Гръцката въоръжена пропаганда в Македония в началото на XX век.

## Биография
Произхожда от Епир. В 1906 година се включва в гръцката въоръжена пропаганда в Македония като капитан от първи ред - заместник-войвода в андартската чета на Константинос Гарефис. Четата на Гарефис разбива през юни четата на войводата Данев, а през август напада четата на войводата Лука Иванов. Раненият войвода и помощник-войводата Кара Ташо почиват от раните си на 25 август 1906 година. Самият Константинос Гарефис е убит още по време на нападението в нощта на 24 август. Заедно с него загиват десетникът Николаос Киногалас и четниците Апостолос Палихрону, Николаос Хадзиянис и Григориос Мегас и Ценкос. Според други източници обаче Ценкос е само ранен по време на нападението и след това става капитан на четата на Гарефис, с която действа в Мариово и Негушко до края на септември 1906 година.
По време на Балканската война в 1912 година с чета от 50 души овладява Додони. По време на Междусъюзническата война в 1913 година с 15 души избива българите в Гранд хотел в Солун. През 1914 година с чета от 40 души участва в така наречената Епирска борба.